# Šupinatka

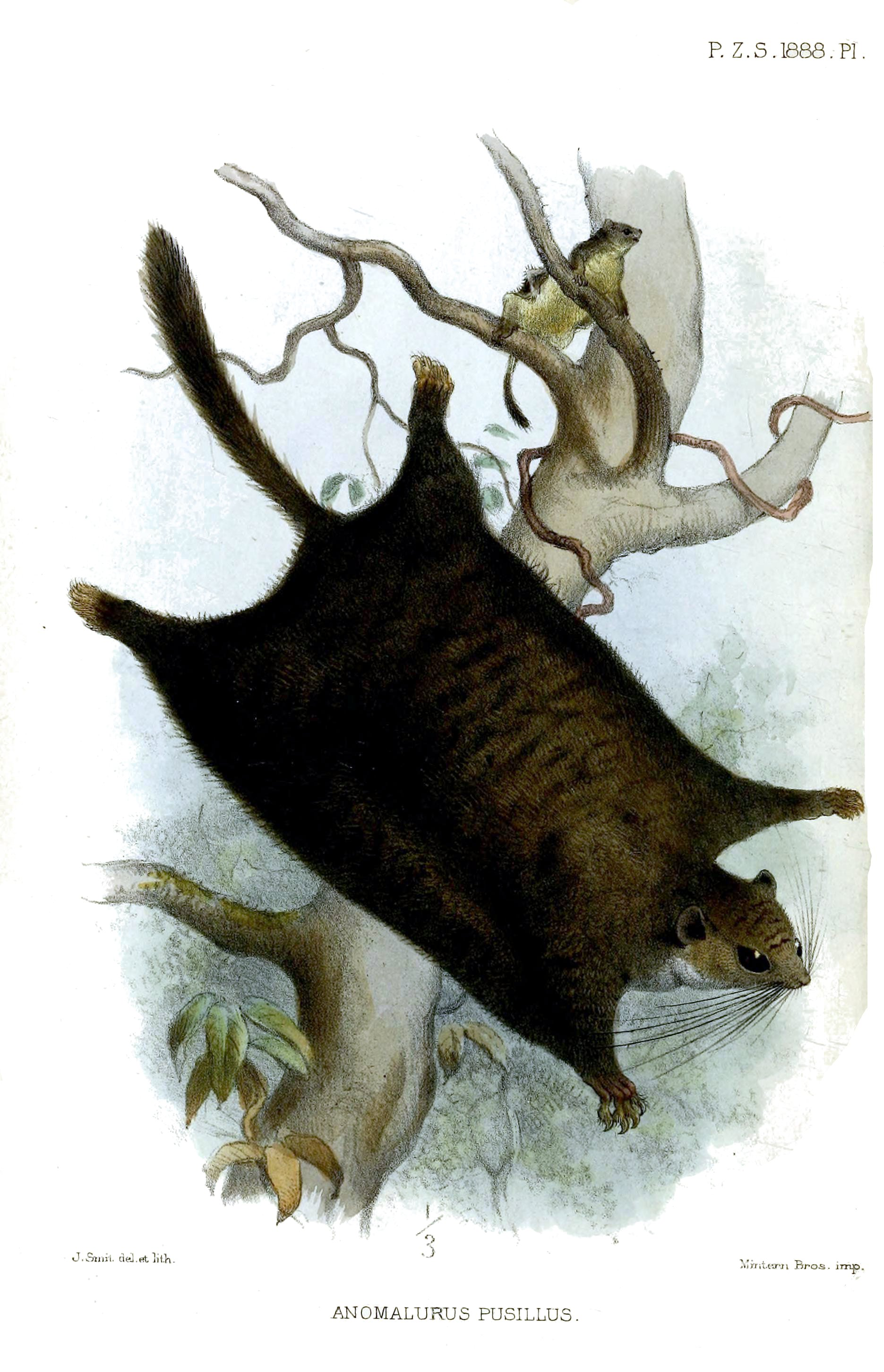

Šupinatka je české jméno pro jednotlivé rody čeledi šupinatkovití. Pro jednotlivé hlodavce této čeledi neexistuje jedinečný český název, a proto jsou společně označovány jako šupinatky (podobně jako např. pytlouše u čeledi pytloušovitých).

## Charakteristika
Šupinatky jsou menší až středně velcí hlodavci, pro které jsou charakteristické dvě řady překrývajících se šupin u kořene ocasu, které jim pomáhají při pohybu po hladké kůře stromů a zřejmě působí i jako protiskluzová podložka při přistávání. Kromě šupinatky plchovité (Zenkerella insignis) mají všechny ostatní druhy po bocích těla blánu, pomocí níž mohou plachtit ze stromu na strom.
Jde o převážně noční zvířata, která přes den přebývají v dutinách stromů. Živí se tropickým ovocem a další vegetací; u některých bylo zjištěno, že konzumují i listy, květy a kůru stromů nebo loví hmyz.
Šupinatka plchovitá (Zenkerella insignis) je mezi ostatními šupinatkami výjimkou v tom, že nemá po bocích těla blánu, a že žije denním životem.

## Přehled rodů
- Anomalurus – šupinatka – čtyři druhy žijí v Africe od Sierry Leone na západě po Tanzanii na východě a Zambii na jihu.[3] Jde o větší hlodavce s délkou těla 216–432 mm a ocasu 140–456 mm.[2] Váží 450–2000 g. Srst až 25 mm dlouhá je hustá a jemná. Rodí 1 až 4 mláďata.

- Idiurus – dva druhy se vyskytují v Africe v nesouvislém pásu od Libérie na západě po Demokratickou republiku Kongo na východě.[4] Délka těla se pohybuje v rozmezí 63–95 mm, ocas je dlouhý 75–133 mm, váží 14–35 g.[2] Žijí v tropických deštných lesích.

- Zenkerella – šupinatka – jediný druh se vzácně vyskytuje v Kamerunu, Středoafrické republice a Guineji.[5] Její tělo je dlouhé 180–220 mm, ocas 160–180 mm.[2] Oproti ostatním šupinatkám nemá létací blánu. O jejím životě a přesnějším prostředí není mnoho známo.